# Seznam švicarskih dirkačev
Seznam švicarskih dirkačev.

## B
- Toni Branca
- Sébastien Buemi

## C
- Andrea Chiesa

## D
- Toulo de Graffenried
- Max de Terra
- Jean-Denis Deletraz

## F
- Rudi Fischer
- Gregor Foitek
- Franco Forini

## H
- Peter Hirt

## K
- Loris Kessel

## M
- Michel May
- Silvio Moser

## R
- Clay Regazzoni
- Jean-Claude Rudaz
- Hans Ruesch

## S
- Albert Scherrer
- Heinz Schiller
- Rudolf Schoeller
- Jo Siffert
- Marc Surer

## V
- Ottorino Volonterio
- Jo Vonlanthen

## W
- Heini Walter